# Arthur Allan Seidelman
Arthur Allan Seidelman (New York, 1937) è un regista televisivo, cinematografico e teatrale e occasionalmente scrittore, produttore e attore statunitense.

## Biografia
Nato a New York, ha conseguito il Bachelor of Arts al Whittier College e un Master of Arts in Teatro alla UCLA. Successivamente ha studiato con Sanford Meisner, che è diventato un amico e mentore per tutta la vita. Seidelman ha fatto il suo debutto alla regia sul grande schermo con Ercole a New York, una commedia d'azione del 1969 con Arnold Schwarzenegger. Altri crediti includono The Caller, Walking Across Egypt, Puerto Vallarta Squeeze, The Sisters, The Awakening of Spring e Children of Rage che è stato proiettato per i principali organismi internazionali in tutto il mondo, tra cui il Comitato per le relazioni estere del Senato degli Stati Uniti e le Nazioni Unite. Ha diretto oltre cinquanta film e cento produzioni teatrali.
La maggior parte della carriera di Seidelman è stata spesa nella regia televisiva di film come Macbeth, Like Mother Like Son: The Strange Story of Sante e Kenny Kimes, Poker Alice con Elizabeth Taylor, A Friendship in Vienna, Grace and Glorie, Harvest of Fire, Kate's Secret, The Runaway e A Christmas Carol; episodi di serie TV come Saranno famosi, The Paper Chase, California, Hill Street giorno e notte, Magnum, P.I., La signora in giallo, Trapper John, L.A. Law - Avvocati a Los Angeles e Un anno nella vita, tra gli altri; e diversi episodi della serie ABC Afterschool Special. Quest'ultimo gli ha vinto due Daytime Emmy Awards per la migliore regia individuale nel 1979 e nel 1981. Ha ricevuto ulteriori nomination agli Emmy Award per un episodio di Hill Street giorno e notte, lo speciale di varietà all-star del 1982 I Love Liberty e come conduttore della serie PBS Actors on acting. Ha anche vinto il Writers Guild of America Award per il suo contributo a I Love Liberty, con Barbra Streisand, Shirley MacLaine, Jane Fonda, Burt Lancaster, Martin Sheen e Dionne Warwick, oltre a due Christopher Awards. Ha anche vinto il Peabody Award, l'Humanitas Prize, il Western Heritage Award e numerosi altri premi da festival cinematografici internazionali, tra cui il Milagro Award per il miglior film indipendente americano per The Sisters. Seidelman è anche apparso come guest star nell'episodio finale di ER - Medici in prima linea.
Seidelman ha diretto le produzioni di Broadway di Billy (1969), un adattamento musicale di Billy Budd; Vieux Carré (1977) di Tennessee Williams; e Six Dance Lessons in Six Weeks (2003) di Richard Alfieri. Ha diretto un revival di The Most Happy Fella per la New York City Opera nel 1991. Ha avuto un notevole successo off-Broadway con acclamate produzioni di The Ceremony of Innocence, di Ronald Ribman, Awake and Sing di Clifford Odets e Hamp di John Wilson, tra gli altri. Ha anche diretto Madama Butterfly per Opera Santa Barbara e The Gypsy Princess per Opera Pacific. A Los Angeles ha diretto importanti revival di Hair, Of Thee I Sing, Mack and Mabel, The Boys from Syracuse, Follies e altri. Sempre a Los Angeles ha diretto la prima produzione di Six Dance Lessons in Six Weeks  e The Sisters. Per i teatri regionali, ha diretto La gatta sul tetto che scotta, Le piccole volpi, Un uomo per tutte le stagioni, Romeo e Giulietta, Ferma il mondo - Voglio scendere, e La tempesta, tra gli altri.

## Filmografia parziale

### Cinema
Regia
- Ercole a New York (Hercules in New York) (1970)
- Echoes (1983)
- La morte avrà i suoi occhi (The Caller) (1987)
- Le regole del gioco (False Witness) (1989)
- The Sisters (2005)

### Televisione
Regia
- Poker Alice - La regina del gioco - film TV (1987)
- La signora in giallo (Murder, She Wrote) - serie televisiva (1988)
- Una vita per due (Body Language) - film TV (1992)
- Segreti di famiglia (Deep Family Secrets) - film TV (1997)
- The Awakening of Spring - film TV (2008)